# Ian McCulloch (snookerspelare)
Ian McCulloch, född 28 juli 1971 i Preston, Lancashire, är en engelsk snookerspelare.
McCulloch blev professionell 1992 vid 21 års ålder, men nådde inte några större framgångar förrän i 30-årsåldern. Sin första final i en rankingturnering nådde han i 2002 års British Open, där han föll mot Paul Hunter. McCulloch gjorde sig känd som en metodisk spelare, skicklig defensivt och duktig på att göra höga break.
I 2004 års Grand Prix, som avgjordes i McCullochs hemstad Preston, gick McCulloch åter till final, men föll denna gång mot Ronnie O'Sullivan. Tidigare under året hade han gjort sitt bästa resultat dittills i VM genom att gå till kvartsfinal. Denna säsong skulle han dock komma att göra ännu bättre ifrån sig, han gick till semifinal i 2005 års VM, hans bästa resultat i karriären. Där föll han mot Matthew Stevens.
Efter framgångarna säsongen 2004/05 steg McCulloch till plats 16 på världsrankingen inför säsongen 2005/06. Detta skulle normalt sett ha medfört att han skulle slippa spela kvalmatcher för att få spela i de stora tävlingarna. McCulloch hade dock otur, den regerande världsmästaren Shaun Murphy var inte rankad bland de 16 bästa, men fick friplats till de stora turneringarna, på bekostnad av McCulloch. McCulloch kunde inte heller upprepa de fina resultaten, och började dala på rankingen.
McCulloch har aldrig vunnit någon stor turnering, och har även missat VM vid flera tillfällen de senaste åren. Säsongen 2009/10 var han rankad på plats 35, och det var flera år sedan han nådde någon större framgång.